# Asbach-Sickenberg
Asbach-Sickenberg è un comune di 102 abitanti della Turingia, in Germania.
Appartiene al circondario dell'Eichsfeld ed è parte della comunità amministrativa di Uder.